# Josef Oberkofler
Josef Oberkofler (* 25. Dezember 1900 in Linz; † 22. Dezember 1959 ebenda) war ein österreichischer Jurist und NS-Funktionär. Er war von 1939 bis 1945 Landrat von Schärding.

## Ausbildung und Beruf
Oberkofler wurde als Sohn eines Magistratsangestellten geboren, besuchte das Gymnasium in Linz und meldete sich 1918 als Einjährig-Freiwilliger zum österreichischen Schützenregiment 2 in Brünn, weshalb er die Matura erst 1920 ablegen konnte. Er arbeitete danach ab 1920 als Angestellter bei der Bundesbahn-Direktion in Linz zu verpflichtet und wurde im Herbst 1922 Fahrdienstleiter in Imst. Nach rund einem Jahr in dieser Position kündigte er seine Stelle und studierte ab 1924 Rechtswissenschaften an der Universität Innsbruck. Im Jahr 1929 promovierte er an der Universität zum Doktor der Rechtswissenschaften.
Nach seiner Gerichtspraxis beim Landes- und Bezirksgericht Linz arbeitete Oberkofler zwischen 1930 und 1936 für die Kanzlei des Linzer Rechtsanwaltes Dr. Beuerle. Auf Grund seines politischen Engagements bei der Nationalsozialistischen Deutschen Arbeiterpartei wurde er 1936 strafweise aus der österreichischen Anwaltsliste gestrichen. Er fand im August 1937 eine Anstellung am Oberlandesgericht München und kehrte nach dem Anschluss Österreichs wieder nach Österreich zurück, wo er in den Dienst der Bezirkshauptmannschaft Linz-Land trat. Er blieb bis Juni 1945 Beamter, wobei er zunächst als provisorischer Regierungskommissär eingesetzt wurde. 1939 erfolgte seine Versetzung nach Schärding, wobei er ab 1939 kommissarischer Landrat war. Am 18. März 1940 wurde er endgültig zum Landrat von Schärding berufen.

## Politik und Funktionen
Während seiner Studienzeit war Oberkofler Mitglied bei der akademischen Burschenschaft der Pappenheimer Innsbruck gewesen, zum 25. August 1931 trat er der NSDAP bei (Mitgliedsnummer 514.486), wobei er schon ab 1921 in der nationalsozialistischen Bewegung aktiv gewesen war. Er gehörte beispielsweise ab 1929 dem Jägerbataillon des Heimatschutzes Linz an und wurde im August 1931 politischer Leiter in der Bezirksleitung Linz. Des Weiteren engagierte er sich als Bezirksredner, Rechtsberater und Mitglied der NS-Kulturgemeinde in der NSDAP. Zudem war er Mitglied des Kampfbundes für die deutsche Kultur und ab 1937 der SS (SS-Nummer 284.487).
Nach der Machtübernahme der Nationalsozialisten stieg Oberkofler 1938 zum SS-Untersturmführer auf, wobei er diesen Rang bis 1945 innehatte. Er leitete beim SS-Sturmbann I/37 in Linz die Abteilung "Rasse und Kultur".
Nachdem er im Juni 1945 aus dem Landesdienst entlassen worden war, wurde er im März 1949 vom Volksgericht Linz wegen Illegalität zu einer Haftstrafe von 12 Monaten verurteilt.